# Retraite mutualiste du combattant
 (janvier 2017).
Pour les articles homonymes, voir RMC (homonymie).
La retraite mutualiste du combattant est une retraite par capitalisation réservée aux anciens combattants de l'armée française (titulaires de la carte du combattant ou du titre de reconnaissance de la Nation) et aux victimes de guerre, sans limite d’âge, au titre du droit à réparation pour services rendus à la nation.
Elle est indépendante de l'activité professionnelle, cumulable avec toutes les autres retraites et elle ne nécessite aucune formalité médicale à l'adhésion, et bénéficie d'avantages fiscaux et d'une participation gratuite accordée par l'État au titre de la reconnaissance de la Nation. La Carte du Combattant et le Titre de reconnaissance de la Nation, nécessaire à la souscription de la Retraite Mutualiste du Combattant, sont accordés par l'Office national des anciens combattants et victimes de guerre (ONAC).

## Caractéristiques
La retraite mutualiste du combattant présente cinq caractéristiques fiscales et financières hors norme : 
- l’intégralité des versements est déductible du revenu net imposable, dans la limite de la constitution du plafond de rente majorée par l’État (1 745 € au 01/01/2015).
- la rente versée est exonérée d’impôts et de prélèvements sociaux, dans la limite du plafond de rente majorée par l'État. De plus, elle n'est pas soumise à l'ISF.
- l’État participe à la constitution de la retraite mutualiste du combattant sous forme de majoration variant de 10 % à 48 % selon le conflit concerné, la date de naissance de l’adhérent et la date d’attribution de la Carte du Combattant ou du Titre de Reconnaissance de la Nation.
- l’État revalorise chaque année la retraite sans condition de ressources pour en maintenir le pouvoir d’achat.
- à partir de 75 ans, les personnes titulaires de la carte du combattant bénéficient d’une demi-part fiscale supplémentaire.

Dès 50 ans et sous réserve d'avoir satisfait à des conditions minimales de versements, les adhérents à la retraite mutualiste du combattant peuvent percevoir une rente viagère semestrielle totalement défiscalisée, dans la limite du plafond de rente majorée par l'État (1 755 € au 01/01/2016).

### Plafonnement de la rente
Le plafond majorable de la rente mutualiste du combattant, fixé à 125 points d'indice de pension militaires d'invalidité, est réévalué le 1er janvier de chaque année en fonction des augmentations de la valeur du point d'indice des pensions militaires d'invalidité intervenues l'année précédente,.
Le 25 août 2016, la valeur du point d'indice de pension militaire d'invalidité, compte tenu de la variation de l'indice d'ensemble des traitements bruts de la fonction publique de l'Etat constatée, a été fixée à 14,04 euros.
La rente majorée par l'État est donc actuellement plafonnée à 1 755 € par an, et ce quel que soit le capital investi durant la phase de constitution du contrat.

### Taux de capitalisation
Le taux de capitalisation est de 0,1% par an.

### Taux de rente
Le taux de rente varie chaque année. Ainsi, le capital à verser pour atteindre la rente maximale, indiqué chaque année sur les relevés de compte fournis aux souscripteurs, a quasiment doublé chaque année entre 2010 et 2016.

## Organismes la distribuant
La retraite mutualiste du combattant a été créée au lendemain de la Grande Guerre pour servir une retraite aux combattants revenant du front. Une mutuelle d’épargne retraite, Carac, distribue et gère cette retraite depuis 1924, La France Mutualiste depuis 1925 et la Mutuelle Épargne Retraite depuis 1926.
La retraite mutualiste du combattant ne doit pas être confondue avec la retraite du combattant.

## Histoire
Créée initialement au profit des anciens combattants de la première Guerre mondiale, elle a été ouverte successivement à tous les conflits (Seconde Guerre mondiale, Indochine, Afrique du Nord, Tchad, Liban…) jusqu'aux conflits actuels : Missions extérieures en Ex-Yougoslavie, Guerre du Golfe, Côte d'Ivoire, Afghanistan, , etc.

### Loi du 31 mars 1919: le droit à réparation est institué
C’est la loi du 31 mars 1919 qui institua le droit à réparation pour les Anciens Combattants et Victimes de Guerre, loi plus connue sous le nom de « Charte du Combattant ».
Loi des pensions d'invalidité (Lehmann, Valentino) 31 mars 1919 - Article premier :
« La République, reconnaissante envers ceux qui ont assuré le salut de la patrie, proclame et détermine, conformément aux dispositions de la présente loi, le droit à la réparation due :
1°/ aux militaires des armées de terre et de mer affectés d’infirmités résultant de la guerre ; 
2°/ aux veuves, aux orphelins et aux ascendants de ceux qui sont morts pour la France. »
L’Office National des Mutilés, l’Office National des Orphelins, etc., se confondirent pour donner naissance à l’ONAC (Office National des Anciens Combattants et Victimes de Guerre).
Il fallut compléter et améliorer la loi sur le droit à réparation. Et, dès 1922, la loi dite « Taurines » (du nom du député signataire) commença de s’y employer en faveur de la Mutualité Combattante.

### Loi du 4 août 1923: naissance de la Retraite mutualiste du combattant
La « rente mutualiste » du combattant a été créée par la Loi du 4 août 1923 après son adoption par le Parlement le 12 juillet 1923 selon la procédure d'urgence après une présentation de Paul Doumer, rapporteur de la loi.
Cette loi du 4 août 1923 s'inscrivait comme la suite logique de la loi du 4 janvier 1922 (modifiant la loi du 1er avril 1898 sur les sociétés de secours mutuels, et signée du député Jean Taurines) pour encourager la création de sociétés de retraites parmi les Anciens combattants, les veuves, les orphelins et les ascendants de militaires morts pour la patrie. À l'évidence, la loi du 4 août 1923 visait à permettre à ces sociétés de retraite des Anciens combattants de s'installer durablement dans le paysage des sociétés de secours mutuels.
À cette époque, la classe politique recherchait les solutions pour une reconnaissance d'une catégorie de citoyens arrachés à leurs occupations et à leur famille pendant plusieurs années pour défendre leur pays. Le Président Poincaré, profondément marqué par l'invasion de sa Lorraine natale par les Prussiens en 1870 et les combats meurtriers et destructeurs de la Grande Guerre alors qu'il exerçait les fonctions de Président de la République n'a pas échappé à cette réflexion.
Les débats de l'époque montrent bien le caractère éminemment important de la démarche des parlementaires, députés et sénateurs, dans leurs exposés sur les risques spéciaux de mortalité des Anciens combattants qui, mobilisés, n'ont pas économisé pour assurer leurs vieux jours et dont la situation s'est trouvée profondément modifiée à leur détriment.
Le législateur a donc été plus loin que la simple approche de la constitution d'un complément de retraite avec l'aide de l'État. Il a apporté une notion de réparation dans la loi du 4 août 1923.
Exposé des motifs de la proposition de loi n°5589 du 15 février 1923 : « À l’âge où, d’ordinaire, les hommes ont la possibilité d’économiser pour assurer leurs vieux jours, ceux-ci ont été arrachés à leurs occupations et à leur famille pour défendre le pays. À leur retour, les conditions de vie avaient changé. Leur situation s’était trouvée modifiée et souvent à leur détriment. L’espérance qu’ils pouvaient avoir d’assurer eux-mêmes la sécurité de leurs vieux jours, ils ne l’ont plus à cette heure ».